# Lim Kee Fong
Lim Kee Fong (* 19. Juni 1922; † 20. oder 21. Jahrhundert) war ein malaysischer Badmintonspieler.

## Karriere
Lim Kee Fong gewann mit dem malaysischen Team die Erstauflage der Weltmeisterschaft für Männermannschaften, den Thomas Cup, in der Saison 1948/49.
Zum Finale begab er sich mit seinen sieben Mannschaftskameraden Chan Kon Leong, Law Teik Hock, Yeoh Teck Chye, Teoh Seng Khoon, Wong Peng Soon, Ooi Teik Hock, Ong Poh Lim und dem nichtspielenden Kapitän Lim Chuan Geok im Dezember 1948 auf eine 25-tägige Schiffsreise ins Vereinigte Königreich, wo die Malayen erstmals mit einem europäischen Winter konfrontiert wurden. Lim Kee Fong hatte jedoch das bittere Los zu tragen, dass er sowohl im Halbfinale gegen die USA als auch im Finale gegen Dänemark nur auf der Ersatzbank saß.
Einmal in Europa, beteiligten sich Malayas Badminton-Asse 1949 an weiteren internationalen Turnieren und Schaukämpfen. Lim Kee Fong und Ong Poh Lim gewannen dabei im Herrendoppel die Irish Open. Ebenso gewann das gesamte Team ein Länderspiel gegen Schweden mit 6:0. Bei den All England schmetterte sich Lim Kee Fong den Frust über den Nichteinsatz im Thomas-Cup-Finale im Spiel gegen Marten Mendez von der Seele, welcher seinen Mannschaftskameraden Wong Peng Soon und Ooi Teik Hock immense Schwierigkeiten im Thomas Cup bereitet hatte. Fong gewann glatt in zwei Sätzen, verlor aber das Spiel in der nächsten Runde gegen George Lewis aus Indien mit 15:18 und 13:15.
In seiner Heimat gewann Fong 1949 die Selangor Open Championships sowohl im Einzel als auch im Doppel mit Ng Sik Kee. Ein Jahr später unterlag er im Finale, wo er zum dritten Mal in Folge stand, Abdullah Piruz in drei hart umkämpften Sätzen.
1949 stand er im Halbfinale der Malaysia Open.
1955 gewann Lim Kee Fong noch einmal den Thomas Cup.